# Ľuboriečka
Ľuboriečka je obec v okrese Veľký Krtíš v Banskobystrickém kraji na Slovensku. Leží v Ipeľské kotlině přibližně 19 km východně od okresního města. Žije zde 144 obyvatel.
První písemná zmínka o obci pochází z roku 1335.

## Památky
- Vesnická zvonice, lidová stavba z období kolem roku 1800
- Lidový dům, bílená tříprostorová zděná stavba na obdélném půdorysu s bohatou štukovou fasádou z roku 1892